# William Lowndes Yancey

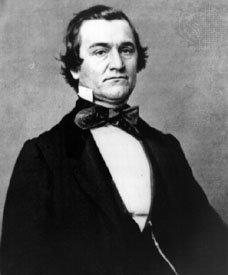
William Lowndes Yancey

William Lowndes Yancey (ur. 10 sierpnia 1814 w hrabstwie Warren, zm. 27 lipca 1863 w Montgomery) – amerykański polityk.

## Życiorys
Jego rodzicami byli Benjamin Cudworth Yancey i Caroline Bird Yancey. Ojciec zmarł w 1817 na malarię. Pani Yancey wyszła ponownie za mąż za Nathana Sidneya Smitha Bemana, pastora prezbiteriańskiego o purytańskich poglądach. W 1822 wraz z matką i ojczymem William przeniósł się do Troy, 1830-1833 uczył się w College'u Williamsa, później studiował prawo w Greenville, potem wydawał gazetę Greenville Mountaineer. W 1836 przeniósł się do Alabamy, gdzie wynajął plantację i kupił dwie gazety, w 1841 został wybrany do legislatury Alabamy, w 1843 został senatorem stanu. Nakłaniał wówczas do wielu postępowych reform i nie ma świadectw, by wówczas był rzecznikiem secesji. W 1844 został wybrany do Kongresu, rok później uzyskał reelekcję, jednak we wrześniu 1846 zrezygnował z mandatu, poświęcając się wspieraniu ruchu społecznego na Południu sprzeciwiającemu się północnej agitacji na rzecz zniesienia niewolnictwa. Należał do grupy "Fire-Eaters", radykalnych zwolenników utrzymania niewolnictwa na Południu. W 1848 sporządził "Alabama Platform", podstawy swojego politycznego credo do wybuchu wojny secesyjnej. Sporządzony w odpowiedzi na "Wilmot-Proviso", który proponował zakaz niewolnictwa na terytoriach nowo zdobytych na Meksyku, "Alabama Platform" nalegał, by właściciele niewolników mieli prawo do wzięcia ich mienia ruchomego wraz z nimi do terytoriów, a Kongres miał obowiązek zabezpieczyć prawa właścicieli niewolników wszędzie, gdzie terytorialna legislatura nie mogła zabronić niewolnictwa, i że Partia Demokratyczna powinna popierać tylko pro-niewolniczych kandydatów do krajowych urzędów.
Mimo że zgromadzenie ustawodawcze Alabamy poparło projekt Yancey'a, "Alabama Platform" zostało odrzucone przytłaczającą większością głosów, gdy Yancey przedstawił je w 1848 na Demokratycznej Konwencji Narodowej. Jednak Yancey był zdeterminowany, i po kompromisie 1850, dodał secesję do swojego politycznego credo. Przez następną dekadę starał się rozbudzić w południowcach poczucie zagrożenia pozostawaniem w Unii. Organizował stowarzyszenia praw południowców i w 1858 pomagał przy założeniu League of United Southerners. Dostarczał setek przemówień, próbując wciągnąć południowców ze wszystkich partii i wyznań do ruchu popierającego bezkompromisowo pro-niewolnicze stanowisko. Do 1860 "Alabama Platform" uzyskało znaczące wsparcie ze strony Południa. Na Demokratycznej Konwencji Narodowej w Charleston w 1860, nieco zrewidowana wersja zdobyła tylko kwalifikowaną akceptację, skłaniając delegatów z Południa do wycofania się i nominowania programu wyborczego rywali. W istocie, Yancey był więc odpowiedzialny za rozwiązanie ostatniej narodowej instytucji ery przed wojną secesyjną. Prowadził kampanię Johna Breckinridge'a, nominowanego przez południowe skrzydło Partii Konstytucyjnych Demokratów. Po wyborze Lincolna na prezydenta, Yancey sporządził rozporządzenie o secesji Alabamy. W 1861 udał się do Anglii i Francji w poszukiwaniu oficjalnego uznania dla nowego rządu konfederackiego, jednak jego misja okazała się nieudana. W 1862 wrócił do CSA i został wybrany do Senatu Konfederacji, którego członkiem pozostał do śmierci. Zmarł w swoim wiejskim domu 27 lipca 1863, wkrótce po klęskach konfederatów w bitwach pod Gettysburgiem i Vicksburgiem. Został pochowany na Montgomery's Oakwood Cemetery.